# Sparrmannia peringueyi
Sparrmannia peringueyi är en skalbaggsart som beskrevs av Evans 1989. Sparrmannia peringueyi ingår i släktet Sparrmannia och familjen Melolonthidae. Inga underarter finns listade i Catalogue of Life.